# Life (Haddaway-dal)
A Life (Everybody Needs Somebody To Love) című dal a trinidad-német származású eurodance előadó Haddaway második kimásolt kislemeze a The Album című stúdióalbumról.
A dal 1993 novemberében jelent meg, a dalhoz az év végén a Bass Bumpers csapat is készített remixet, mely egy remix maxi cd-n, és 12-es bakeliten jelent meg.
A dal néhány országban volt csupán slágerlistás helyezés, úgy mint Svédország, Finnország és Spanyolország, ahol első helyezést ért el 1994 márciusában. A kislemezből 1,5 millió példányt értékesítettek a világon.

## Megjelenések
CD Single  Franciaország Scorpio Music 190 458.2
1. Life (radio edit) - 4:15
2. Life (club life/radio edit) - 3:55

7"  Egyesült Királyság Logic Records 74321 16421 7
- A Life (radio edit) - 3:56
- Life (instrumental) - 4:18

## Slágerlistás helyezések és eladások
| Slágerlista (1993)                                | Legjobb helyezés |
| ------------------------------------------------- | ---------------- |
| Ausztrália (ARIA)                                 | 34               |
| Ausztria (Ö3 Austria Top 40)                      | 2                |
| Belgium (Ultratop 50 Flanders)                    | 3                |
| Canada Dance (RPM)                                | 1                |
| Canada Top Singles (RPM)                          | 15               |
| Europe (Eurochart Hot 100)                        | 1                |
| Finland (Suomen virallinen lista)                 | 1                |
| Franciaország (Single Top 100)                    | 5                |
| Németország (Media Control Charts)                | 2                |
| Ireland (IRMA)                                    | 3                |
| Italy (FIMI)                                      | 2                |
| Hollandia (Top 40)                                | 3                |
| Norvégia (VG-lista)                               | 3                |
| Spain (AFYVE)                                     | 1                |
| United Kingdom (The Official Charts Company)      | 6                |
| U.S. Billboard Hot 100                            | 41               |
| U.S. Billboard Hot Dance Music/Maxi-Singles Sales | 3                |
| U.S. Billboard Hot Dance Club Play                | 5                |
| U.S. Billboard Pop Songs                          | 14               |
| Chart (1993) 1                                    | Peak position    |
| Svédország (Sverigetopplistan)                    | 28               |
| Svájc (Schweizer Hitparade)                       | 14               |

| Év végi slágerlista (1993)   | Helyezések |
| ---------------------------- | ---------- |
| Ausztria (Ö3 Austria Top 40) | 12         |
| Canada Dance (RPM)           | 7          |
| Hollandia (Dutch Top 40)     | 24         |
| Svájc (Schweizer Hitparade)  | 13         |

| Ország      | Minősítés | Dátum            | Eladások |
| ----------- | --------- | ---------------- | -------- |
| Ausztria    | Arany     | 1993 október 21  | 15,000   |
| Németország | Platina   | 1993             | 500,000  |
| Svédország  | Arany     | 1993 november 12 | 10,000   |